# At-Takwir
At-Takwir (Il Sole Eclissato) è l'ottantunesima Sura del Corano, una sura meccana composta da 29 versetti. Questa sura tratta principalmente dei segni del Giorno del Giudizio e della potenza divina manifestata attraverso i fenomeni naturali.

## Contenuto

### La Descrizione del Giorno del Giudizio
Versetti 1-14: La sura si apre con una descrizione degli eventi che si verificheranno nel Giorno del Giudizio, quando il sole si oscurerà, le stelle cadranno e le montagne saranno fatte a brandelli.

### La Rinuncia degli Umani
Versetti 15-29: Gli esseri umani sono denunciati per la loro negazione dei segni di Allah e per la loro ostinazione verso la verità divina. Viene loro annunciata la punizione che li attende per la loro incredulità e disobbedienza.

## Analisi
La Sura At-Takwir è importante perché offre una descrizione vivida del Giorno del Giudizio e sottolinea la potenza di Allah manifestata attraverso i segni celesti e terrestri. Essa ammonisce gli esseri umani per la loro negazione dei segni divini e la loro ostinazione verso la verità, invitandoli a riflettere sulle loro azioni e a prepararsi per la responsabilità davanti a Allah. Inoltre, la sura invita i credenti a riconoscere la grandezza e la potenza di Allah attraverso i fenomeni naturali, incoraggiandoli a vivere secondo i principi della fede e della giustizia. La sura è quindi significativa per la sua testimonianza della potenza divina e della responsabilità umana di fronte alla vita dopo la morte.